# Christiane Tretter
Christiane Tretter (28 de dezembro de 1964) é uma matemática alemã, professora do Instituto de Matemática da Universidade de Berna, Suíça. Seus interesses de pesquisa incluem operadores diferenciais e teoria espectral.

## Formação e carreira
Estudou matemática, com um menor em física, na Universidade de Regensburgo, obtendo o diploma em 1989, um doutorado em 1992 e a habilitação em 1998. Em sua tese de doutorado, Asymptotische Randbedingungen für Entwicklungssätze bei Randeigenwertproblemen zu {\displaystyle N(y)=\lambda P(y)} mit {\displaystyle \lambda }-abhängigen Randbedingungen, foi orientada por Reinhard Mennicken.
Foi lecturer na Universidade de Leicester em 2000, foi para a Universidade de Bremen como professora em 2002, assumindo seu cargo atual em Berna em 2006.
É desde 2008 editor-in-chief do periódico Integral Equations and Operator Theory.

## Livros
É autora de duas monografias matemáticas, Spectral Theory of Block Operator Matrices and Applications (2008) e On Lambda-Nonlinear-Boundary-Eigenvalue-Problems (1993), e de dois livros-texto em análise matemática.

## Reconhecimento
Recebeu a Prêmio Richard von Mises da Gesellschaft für Angewandte Mathematik und Mechanik em 1995.